# 組曲「天下御免の回り物」より 第一章カネ（マネーに捧ぐ）
『組曲「天下御免の回り物」より 第一章カネ（マネーに捧ぐ）』（くみきょく てんかごめんのまわりもの より だいいっしょう かね まねーにささぐ）は、1990年10月21日に発売された爆風スランプ17枚目のシングル。

## 概要
1990年11月10日発売アルバム「ORAGAYO 〜in the 7th heaven〜」に本曲と共に第二章として制作された「組曲『天下御免の回り物』より　第二章明日は晴れるだろう」が収録。第一章がカネの亡者を風刺した威勢の良いロック調に対し第二章は不景気やリストラの犠牲となった家庭の少年を描写した寂しいバラード調となっている。

## 収録曲
全曲編曲：爆風スランプ
1. 組曲「天下御免の回り物」より 第一章カネ(マネーに捧ぐ)
作詞：サンプラザ中野、作曲：パッパラー河合
2. おれはイナズマ
作詞：サンプラザ中野、作曲：パッパラー河合

## 楽曲の収録アルバム
- ORAGAYO 〜in the 7th heaven〜 (#1,2)
- GOLDEN☆BEST 爆風スランプ ALL SINGLES (#1)